# 1984 (album Pawła Domagały)
1984 – drugi album muzyczny Pawła Domagały, wydany 16 listopada 2018.
Promowany przez utwory: „Weź nie pytaj” i „Wystarczę ja”. Nominacja do Fryderyka 2019 w kategorii «Album Roku Pop».
Fonogram uzyskał certyfikat czterokrotnie platynowej płyty. Osiągnął szczyt zestawienia OLiS.

## Lista utworów
1. „Radom”
2. „W połowie drogi”
3. „Weź nie pytaj”
4. „Wystarczę ja”
5. „Czasami”
6. „Obietnica”
7. „Nie zmarnuj mnie”
8. „Najwięcej”
9. „Człowiek, który był czwartkiem”
10. „Nie przypominaj mnie”
11. „Idę”
12. „Najgrubszy Anioł Stróż”
13. „Dom na Skale (bonus)”

## Pozycja na liście sprzedaży
| Kraj   | Lista (2018)              | Najwyższa pozycja |
| ------ | ------------------------- | ----------------- |
| Polska | Oficjalna Lista Sprzedaży | 1                 |

## Certyfikaty i sprzedaż
| Data             | Certyfikat ZPAV    | Sprzedaż |
| ---------------- | ------------------ | -------- |
| 5 grudnia 2018   | złota płyta        | 15 000+  |
| 19 grudnia 2018  | platynowa płyta    | 30 000+  |
| 16 stycznia 2019 | 2× platynowa płyta | 60 000+  |
| 23 czerwca 2021  | 4× platynowa płyta | 120 000+ |